# Tabula Hungariae
A Tabula Hungariae vagy Lázár-térkép Magyarország első fennmaradt, nyomtatott térképe, amelyet feltehetően a magyar Lázár deák készített 1528 előtt. A különleges és e műnél alkalmazott nyomtatási technikával készített térképet A világ emlékezete program nemzetközi tanácsadó bizottsága javaslatára az UNESCO 2007. június 19-én felvette a világ dokumentumokban őrzött örökségeinek listájára. A középkori Magyar Királyságnak a mohácsi csata utáni állapotáról ismereteket adó térkép, ma csak egyetlen példányban létezik.

## A térkép leírása

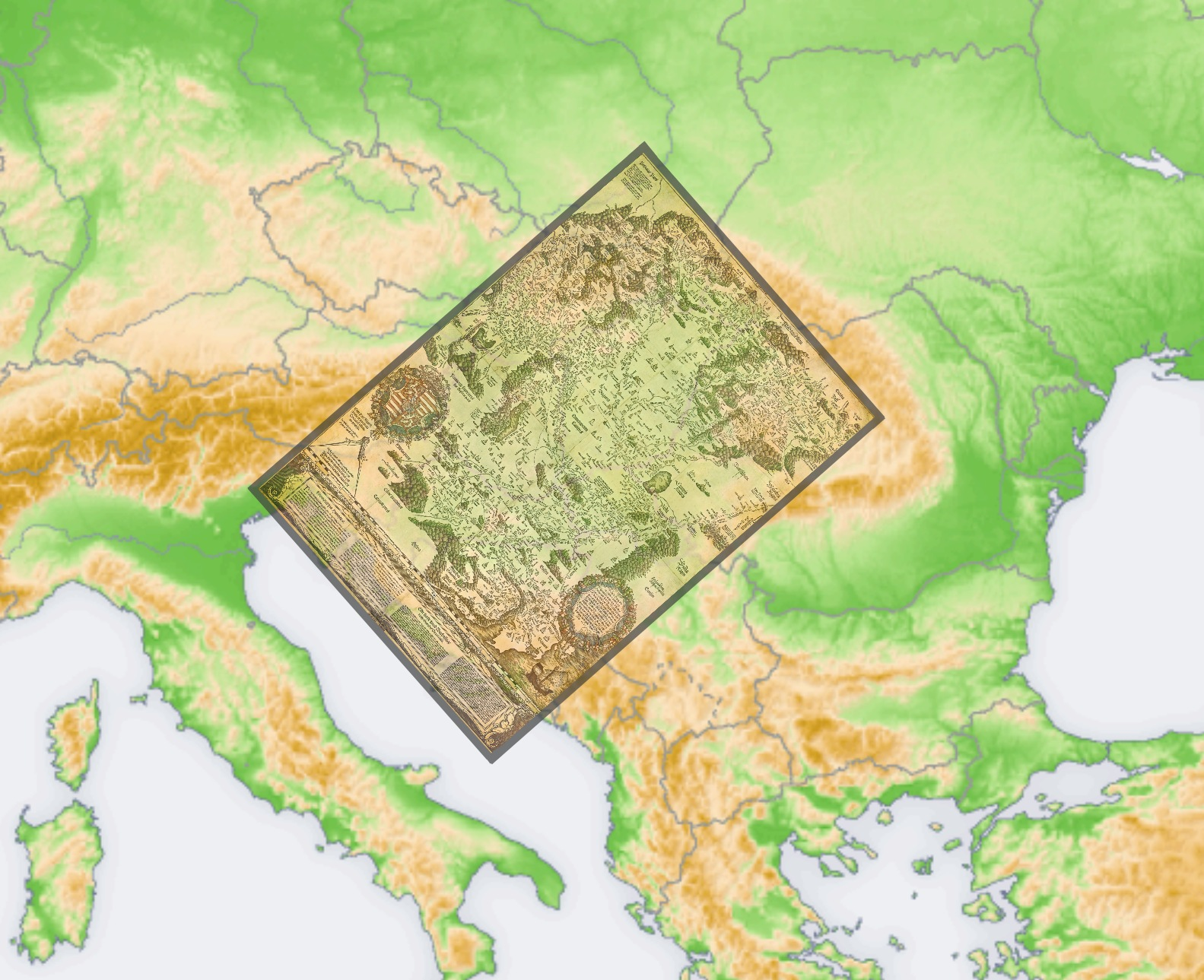
A térkép északkelet–délnyugati tájolású

A körülbelül 85×65 centiméteres térkép a 16. század első fele Magyar Királyságának állapotát és településszerkezetét mutatja be, külön színekkel jelölve a törökök által addig elfoglalt délvidéki területeket. Tekintettel arra, hogy határon kívül csak déli területeket ábrázol, készítésének célja a török elleni felkészülés, a végvárrendszer bemutatása lehetett. Részletességére jellemző, hogy az ábrázolt települések egy része eltűnt a törökökkel vívott harcok során, illetve a hódoltság idején.
A térkép a középkori Magyar Királyság területét foglalja magában, a balkáni melléktartományokkal együtt. Az egyes helyek közötti távolságot, ábráik körjeleit körzőbe fogva az alsó szegélyen szerkesztett mérföldskálán lehet kimérni. Földrajzi fokhálózat nincs a lapon.
A térképet a tengerpart és más részek fekvése alapján a ma szokásos északira orientált helyzethez képest az óramutató járásával megegyező irányban mintegy 40-45°-kal elforgatták, északkelet–délnyugati fekvésű. Ezt a tulajdonságát egyes szerzők annak tulajdonítják, hogy a készítésekor Ptolemaiosz világvetületét használták; más szerzők ezt az álláspontot tagadják. Praktikus oka is lehet az elforgatásnak, ugyanis ilyen formán keretezve nem maradnak jókora üres helyek a sarkokon, az ábrázolt terület kitölti a lapot. 
A térkép további érdekessége, hogy a kor ábrázolásaihoz képest többé-kevésbé mérethelyes térképen a Balkán térséget összenyomták, hogy elférjen rajta a díszes felirat, illetve a Magyar Királyság címere. Az I. Ferdinánd-féle címerben Albrecht Dürer címerképét ismerhetjük fel.

### A térkép település- és névrajza
Legfőbb értéke a települések ábrázolása, amelyek ábrái részint jelképek, részint (a jelentősebb települések esetén) látkép jellegűek. Ugyanakkor a térképi pontosságra való törekvést mutatja, hogy legtöbb település tényleges pozíciója kis körrel van megjelölve és vannak név nélküli körök, pl. a Szentendrei-szigeten. Egyes hegyvidéki települések duplán szerepelnek, bizonyos helyeken pedig szomszédos települések nevei fel vannak cserélve. A mintegy 1400 földrajzi név eredeti formában íródott. Ebből 1270 a településnév, amelyekből 356 esik a mai Magyarország területére. Több település a török korban elnéptelenedett és megszűnt létezni.
A történelem régebbi eseményeit ábrák, csataképek (például a mohácsi csata helyszínén) és feliratok jelzik, az 1526-os törökdúlás területét pontsor mutatja. Alul latin és német nyelvű országleírás olvasható.
A helynevek írásmódja részben kiejtéskövető. Az é hangot ee-vel jelölte, például Ezeek, Zeek, Zeeplak stb., az ö hangot pedig ew-vel: Fewdwar, Gew, Eskew, Ewsi, Fewldeak, Tertzew, Besenew stb. A Tabula Hungariae helyneveinek feldolgozása során azt is megfigyelték, hogy a c hangot esetenként a tz betűk jelölik, például Adatz, Agatz, Bakotza stb. Ez a helyesírási sajátosság az ófelnémet nyelvjárás írásbeli gyakorlatára jellemző. Feltevések szerint ez származhat bármely közreműködőtől, aki a lázári kézirat nyomtatásra való előkészítésében részt vett. Ugyanakkor egyes településnevek írásánál nyelvjárási szokást is megörökített Lázár, például az i hang jelölésében: a Kézdi helynevet Kyzdy alakban találjuk a térképen.

### A Magyar Királyság határainak ábrázolása
A térképen feltűnő, hogy a 16. századi Magyarország határain túli területeket csak az ország déli részein ábrázolt a szerző. A térképen az Al-Duna mentén Szörényvár (ma Drobeta-Turnu Severin) a legkeletebbre fekvő hely, míg az Adriai-tenger partvonalán a legdélibb település Sibenic (ma Šibenik). Ugyanebben a térségben, az Adriai-tenger partján feltüntetett legészakibb hely Zengg. E helyek sajátos összefüggésre irányíthatják a figyelmet. A középkori Magyarországon a déli határvédelemi rendszert – amelynek kiépítése az Európa szíve felé támadni szándékozó oszmán-török seregek miatt vált egyre égetőbbé – a 16. század második felétől kezdődően két, egymással párhuzamosan mintegy 100 kilométernyi távolságban húzódó végvárlánc alkotta. Az első többnyire a Magyar Királyság határain kívül, az elbukott balkáni államoktól meghódított területeken, Havasalföld határától az Adriáig tartott. A külső védelmi vonal Szörényvártól Nándorfehérvárig (ma Belgrád) az Al-Duna vonalát követte, onnan a szrebreniki bánság várain keresztül a Száva mentén haladt. Innen hatalmas ívben a Boszna folyó völgye irányába kanyarodott, és Banja Lukán, a Jajcán és Kninen, át Klisszán (ma Klis) és Szkardonán (ma Skradin) át érte el az Adriai-tenger partját. E védelmi vonal mögött húzódott a második védelmi rendszer, amely Temesvártól indult Nándorfehérvárig, majd a Szerémség kisebb várainak láncolata következett, részben a Száva folyó mentén, majd az Una folyó völgyét követve Zenggnél érte el az Adriai-tengert az erődsor. Ennek a védelmi rendszernek a legerősebb pontja Nándorfehérvár, míg a legkevésbé megerősített rész Erdély déli határvonala volt.

## A térkép készítője
A térkép készítője a térkép jobb alsó részén elhelyezett díszes címmezőben olvasható latin nyelvű felirat szerint egy secretarius Lázár deák volt, aki Bakócz Tamás esztergomi érsek környezetében élt és dolgozott. A források magyarként jelölik, ám ezt csak részben támasztja alá a térképen található helynevek írása. A térkép elkészítésében esetleg Jacob Ziegler matematikus volt a segítségére.

## Nyomtatása

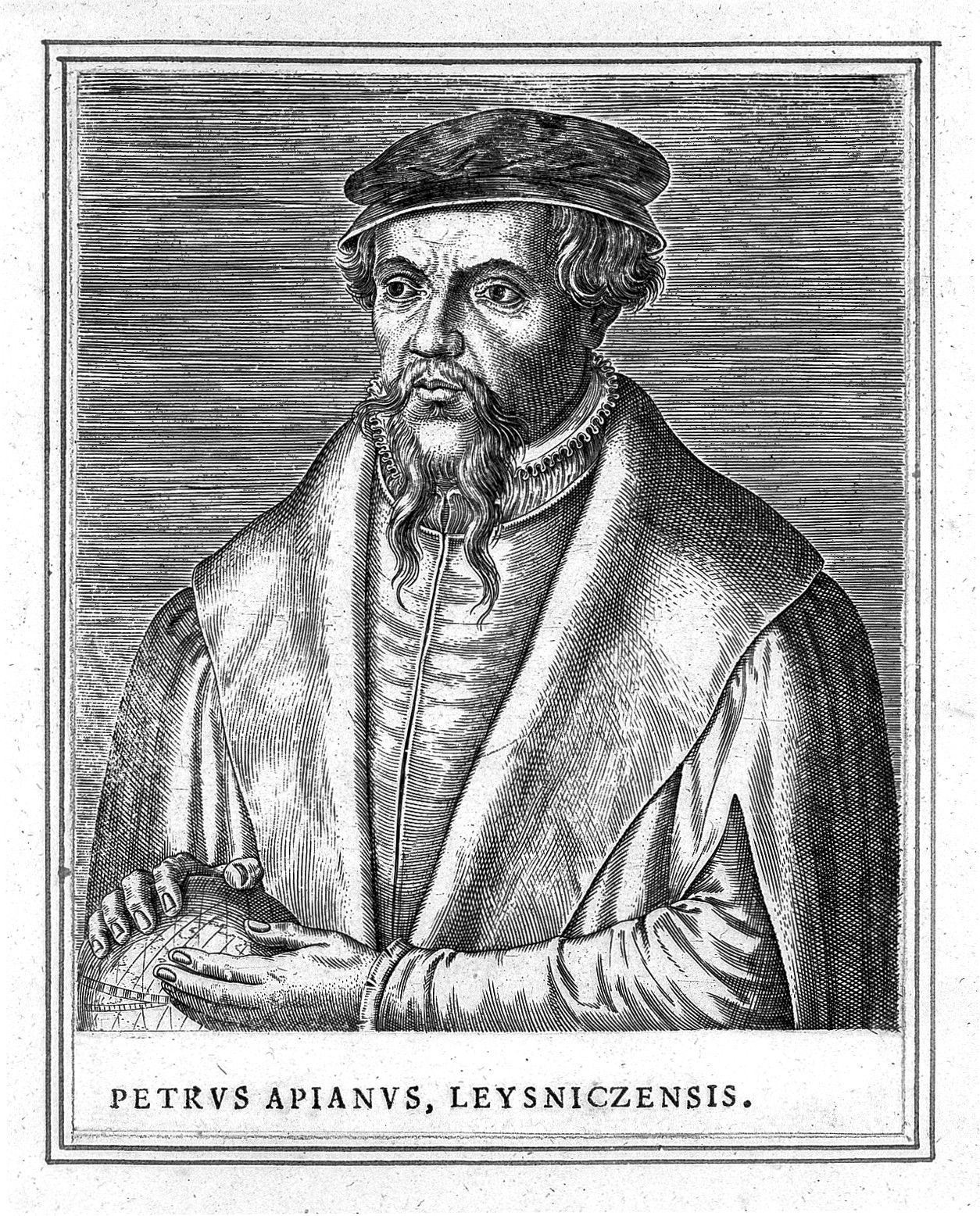
A térképet Petrus Apianus ingolstadti nyomdájában metszették és sokszorosították

A térkép szerkesztője Georg Tannstetter asztrológus, a bécsi egyetem tanára volt és a művet Johannes Cuspinianus császári tanácsos költségén, Petrus Apianus mester ingolstadti nyomdájában metszették és 1528 májusában sokszorosították.
Ha pedig ezt a térképet helyesen fekteted a négy égtáj felé, látni fogod, melyik város fekszik a másikhoz képest inkább napkeletre vagy napnyugatra, hasonlóképpen délre vagy északra.
Nyomdászati különlegessége – ami a nemzetközi elismerést is kiváltotta –, hogy készítői különleges, úgynevezett sztereotípia eljárást alkalmaztak: a domborzati jelzések fametszéssel, feliratai pedig ólomlapocskákkal készültek, így érve el szép, egyenletes nyomtatási minőséget. A fekete-fehér nyomatot kézzel színezték ki. Ez az egyik első, ma is fellelhető, teljes térkép, amely egykor ezzel a módszerrel készült.

## Szövegrészletek
"Itt láthatja egy jámbor keresztény miként nyerte el a török császár Isten végzéséből nagyon rövid idő alatt Boszniát, Rácországot, Magyarországot és Bulgáriát, a Vendföldet, Szerbiát és amellett Dalmáciát.
Mindezt a vörös szín mutatja, a sárga szín még a keresztényeket jelenti, akiket tarts meg Mindenható Isten oltalmadban. Minden, ami a szaggatott vonalon belül van, elpusztította a török, miután megnyerte a csatát az 1526. esztendőben"

"a magyarok 600 évig bírták ezt az országot, de mostan a törökök is befészkelték oda magukat, tehát miképpen az embernek, azonképpen idővel a nemzetnek is meg kell halnia és elpusztulnia."

## Utóélete

Az 1528-as fametszet kevés példányban készült. Ezek és későbbi másolataik a történelem viharaiban mind elkallódtak, ezért a későbbi kutatók az eredeti térképet csak leírásokból ismerték. Mindössze egyetlen példány került elő váratlanul az 1880-as évek elején. Az értékes dokumentumot a könyvgyűjtő Apponyi Sándor gróf vásárolta meg 1882-ben. 1924-ben – más ritkaságokkal együtt – a Nemzeti Múzeum Országos Széchényi Könyvtárának (a mai OSZK) ajándékozta. Ma az OSZK Régi és Ritka nyomtatványok Tára őrzi.

## Későbbi változatok

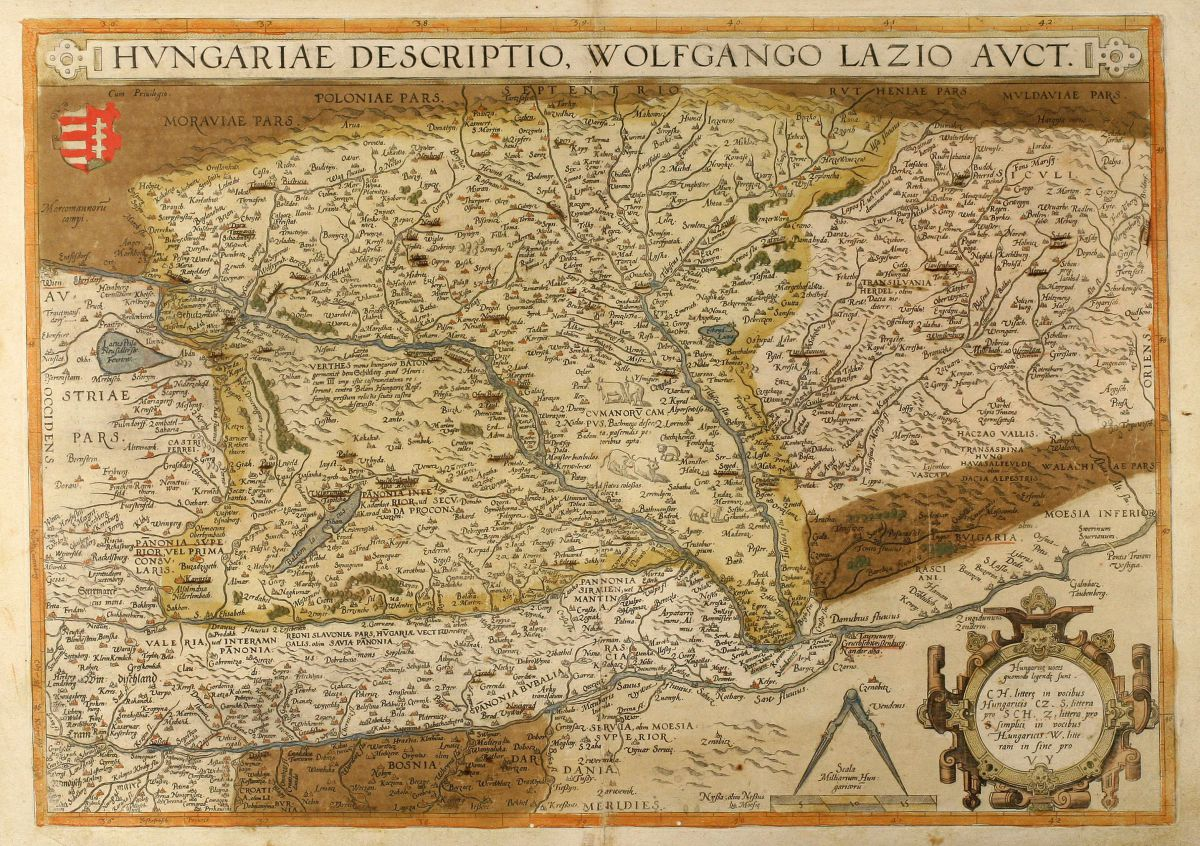
A Lazius-féle Magyarország-térkép (Bécs, (1552), 1556))

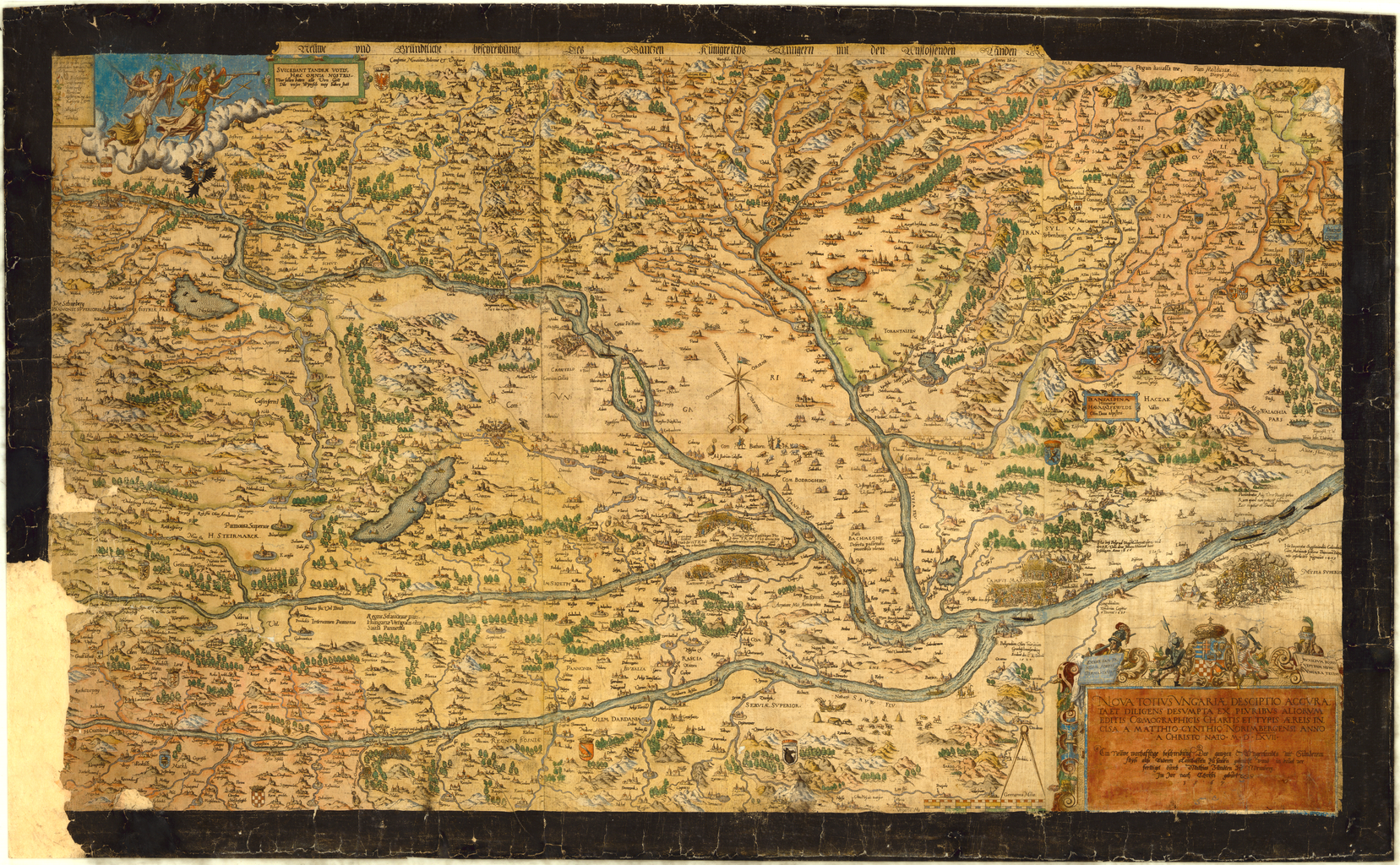
Nova Totius Ungariae Descriptio Accurata Et Diligens Desumpta Ex Pluribus Aliorum Editis Cosmographicis, Matthias Zündt térképe 1567-ból

Az eredeti kiadású térképről 1552-ig több másolat is készült, amelyek nem maradtak fenn. Ám 1552 után is készültek Magyarország-térképek az eredeti Lázár-térkép másolásával Tabula Hungariae, illetve Nova descriptio totius Hungariae címmel. Ezek közül hat különböző kiadást ismerünk:
- Giovanni Andrea Vavassore (működési ideje 1510-1572) térképe, Velence, 1553;
- Pirro Ligorio (1496-1583) térképe, Róma, 1558 (elpusztult), 1599;
- Antonio Lafreri (1512-1577) térképe Róma, 1558, 1559; 156?
- Zsámboky János (1531-1584) térképe, Bécs, 1566.
- Claudio Duchetti (1554-1597) térképe Róma, 1577;
- Giovanni Orlandi (működési ideje 1600-1604) térképei, Róma, 1602;

A második, eredeti műnek tekinthető nyomtatott Magyarország-térkép, amely a Tabula Hungariae-től részben függetlenül készült, a Lazius-féle Regni Hungariae Descriptio Vera című térkép volt 1552-56-ból. Wolfgang Lazius (Lázi Farkas) történész, térképész, katonaorvos készítette, aki térképét a török harcokról és Magyarország leírásáról szóló történeti munkái mellékletéül szánta. Lázár deák térképének hibáit akarta kijavítani, azonban még annál is több tárgyi tévedést ejtett.

## Külső hivatkozások
- De nouvelles inscriptions pour le Registre de la Mémoire du monde – UNESCO portál (angolul), (franciául)
- A Lázár térkép települései
- Az Országos Széchényi Könyvtár Lázár térképről szóló tematikus oldala

## Ajánlott irodalom
- Cholnoky Jenő (1943): Magyarország első jó térképe. Magyar Katonai Szemle 13(7): 94–97.
- Irmédi-Molnár László (1958): Lázár deák és térképe. Geodézia és Kartográfia 10(3): 177–179.
- Hrenkó Pál (1976): A Lázár-térképek névanyaga. In: Stegena Lajos (szerk.): A magyar térképészet kezdetei. Kézirat, Tankönyvkiadó, Budapest, 22–70.
- Plihál Katalin (1990): Lázár kéziratának sorsa a megtalálástól a megjelenésig. Geodézia és Kartográfia 42(5): 372-379.
- Plihál Katalin 2013: A Tabula Hungariae... : Ingolstadt, 1528 : térkép és utóélete az eddigi és a jelenlegi kutatások tükrében OSZK, Kossuth Kiadó, Budapest
- Stegena Lajos (szerk, 1982): Lazarus Secretarius – The first Hungarian mapmaker and his work. Akadémiai Kiadó, Budapest, 115 old.
- Török Zsolt (1996): A Lázár-térkép és a modern európai térképészet. Cartographica Hungarica 5: 44-45.
- Philostratus corvina, 1487–1490; OSZK Bp., MEK, 2006 (Digitális kincstár) – CD-ROM